# アニマリエ

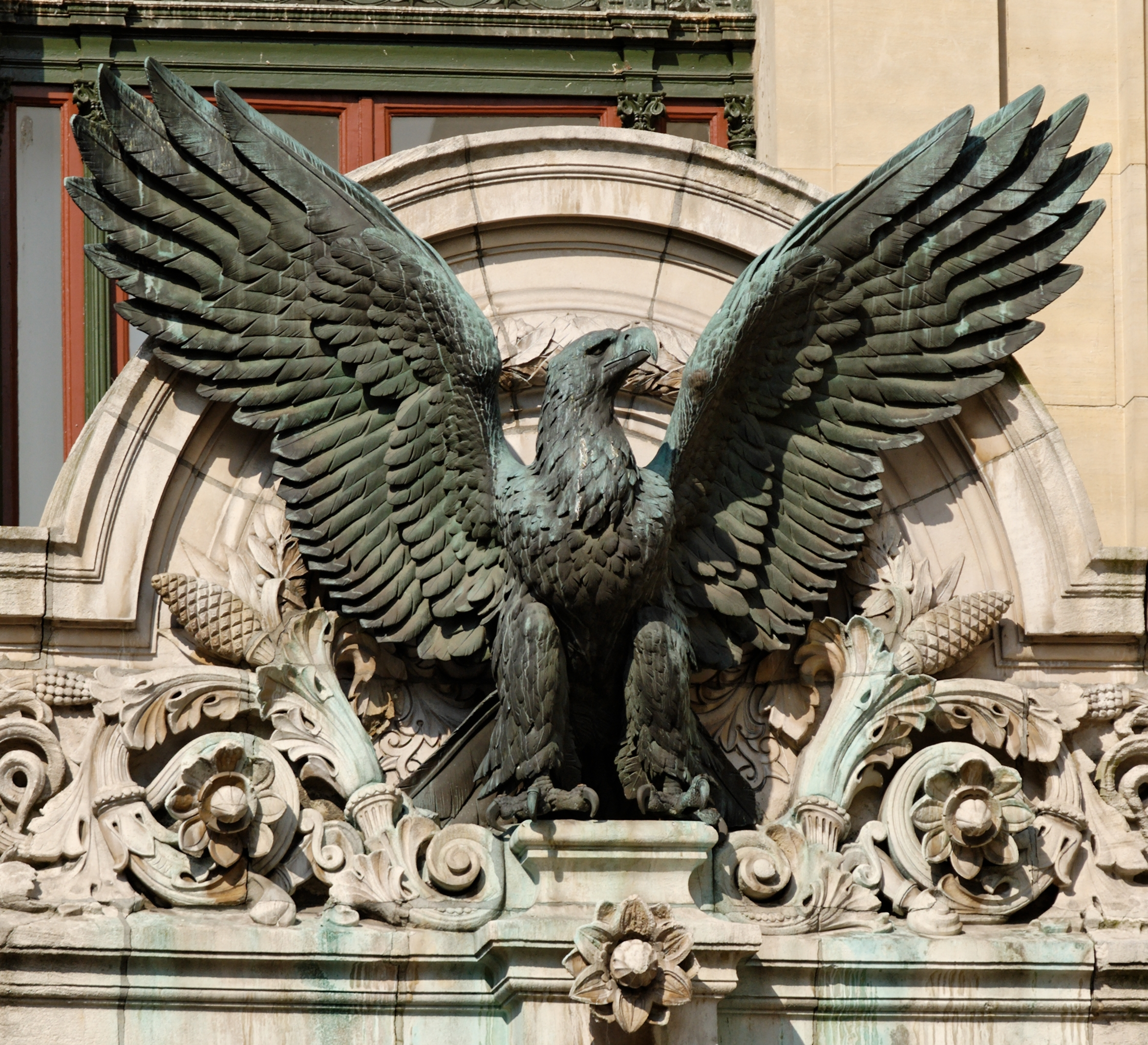
ガルニエ宮にある鷲(ヘンリー・アルフレッド・ジャクエマート製作)

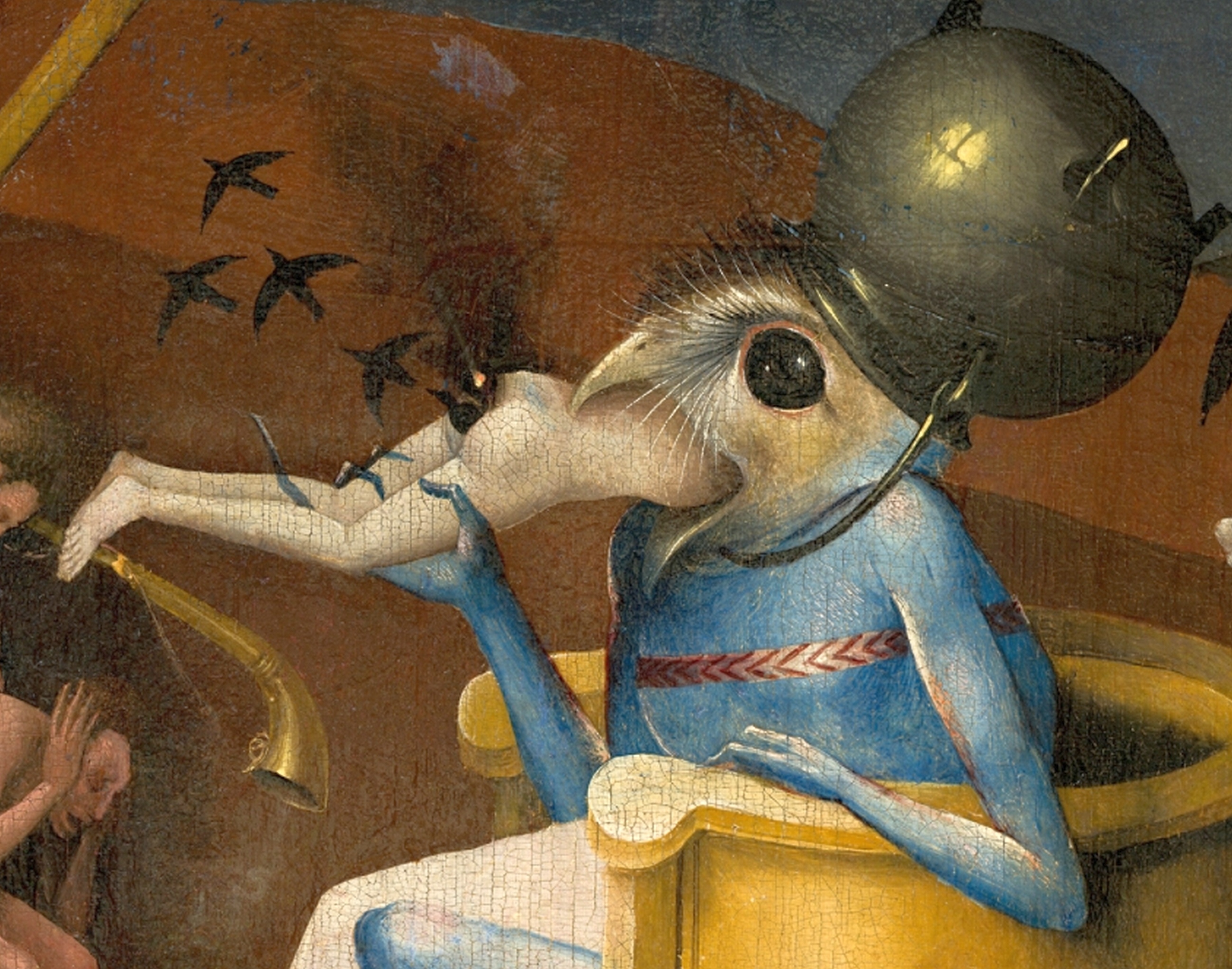
快楽の園(ヒエロニムス・ボス)。右側のパネルにある,鳥の頭をした怪物で地獄の王子と呼ばれている。 - 頭部を若干右よりから接写

アニマリエ(英語:animalier)は主に19世紀に、動物をリアルに描写する技術を持った人物として、特徴付けられたり有名になった芸術家の一群を指す。「動物画家」は19世紀以前の画家でも、一般化されていた。当時から動物を題材にした作品は、あらゆる芸術のジャンルや形式で見られたが、より頻繁に見られるのは彫刻と絵画の分野によってである。
集合名詞として使われるアニマリエ及びアニマリエ・ブロンズという用語は、19世紀のフランス及びその他の地域で、小規模の動物の彫刻が数多く製作され、しばしば大量生産された骨董品を指す物として使われた。
多くの19世紀以前の作品が見つかっているにもかかわらず、アニマリエの彫刻がより有名にかつ名声を高めたのは、19世紀初頭にパリで活躍したアントワーヌ＝ルイ・バリー(1795年–1875年)の作品に対して、1831年に批判として嘲笑的にアニマリエと呼ばれるようになってからである。19世紀半ば過ぎになると、動物芸術への興味は中流階級の全ての分野に広まっていった。
フランス語では、「パルク・アニマリエ(parc animalier)」というと動物園の事を意味する。 

## アニマリエとして有名な芸術家
画家:
- リチャード・アンスデル（英語版）
- ローザ・ボヌール
- ジャック・レイモン・ブラスカサット
- シャルル・ジャック
- ポール・ジューヴ
- エドウィン・ランドシーア

彫刻家:
- アントワーヌ＝ルイ・バリー
- イシドール・ボヌール
- ソロン・ボーグラム
- フェリックス・ブーレ
- オーギュスト・カイン
- アントン・ドミニク・フェルンコルン（英語版）
- クリストフ・フラタン
- エマニュエル・フレミエ
- アンナ・ハヤット・ハンティントン（英語版）
- ハーバート・ヘーゼルタイン（英語版）
- アンリ・アルフレッド・ジャクマール
- フランソワ・ポンポン
- クリストファー・ロス

## クリストファー・ロス
| 画像 | 記事                                                                          | 画像 | 記事                                                                        |
| ---- | ----------------------------------------------------------------------------- | ---- | --------------------------------------------------------------------------- |
|      | 『ヴァンデのグリフォン犬』(1880年代) ローザ・ボヌール(1822-1899)フランス      |      | 『犬たち』 ジョージ・モーランド(1763-1804)イギリス                          |
|      | 『救出成功』（1856年） エドウィン・ランドシーア(1802-187）イギリス            |      | 『猟犬』（1839年） アレクサンドル＝ガブリエル・ドゥカン（1803-1860)フランス |
|      | 『犬』（1856年） カール・シュテフェック(1818-1890）ドイツ                     |      | 『敵』（1854年） ジョセフ・ステヴァンス（1816-1892)ベルギー                 |
|      | 『狩からの帰還』 フランツ・クリューガー(1797-1857)ドイツ                      |      | 『狩リ』 アンジェロ・ヤンク(1868-1940)ドイツ                                |
|      | 『鞍をつけられた競走馬』(1828) オラース・ヴェルネ(1789-1863)フランス          |      | 『馬』 ジョージ・スタッブス(1724-1806)イギリス                              |
|      | Lord Bingley's hunter ジャック＝ローラン・アガセ(1767-1849)スイス（イギリス） |      | 『武器を持つベドウィン』 アドルフ・シュライヤー(1828-1899)ドイツ            |
|      | 『狼の攻撃を防ぐ牛』 ジャック・レイモン・ブラスカサット(1804-1867)フランス    |      | 『水牛を襲う虎』（1853年） シャルル・ヴェルラ（1824-1890)ベルギー           |
|      | 『森の中の牛と羊』 アドリアーン・ファン・デ・フェルデ(1636–1672)オランダ      |      | 『牧草地の牝牛』 パウルス・ポッテル(1625-1654)オランダ                      |
|      | 『小さな群れ』 コンスタン・トロワイヨン(1810-1865)フランス                    |      | 『3月の晴れた朝』 ハインリヒ・フォン・ツューゲル(1850-1941)ドイツ           |
|      | 『鳥』 ピサネロ(1395-1455)イタリア                                            |      | 『納屋』 シャルル・ジャック(1813-1894)フランス                              |
|      | 『鳥』 (1626年) フランス・スナイデルス(1579-1657)オランダ                     |      | 『ドードー』 (1626年) ルーラント・サーフェリー( 1576／1578－1639)オランダ   |